# Peter Rübenach
Peter Rübenach (* 16. September 1947; † 27. August 2020) war ein deutscher Fußballspieler.

## Karriere
Er begann beim SSV Troisdorf 05 und dem Bonner SC. Danach spielte er für Bayer 04 Leverkusen, Kickers Offenbach, den SC Opel Rüsselsheim (1970–72) und die SpVgg 07 Ludwigsburg (1972/73) in der Regionalliga. Nach Einführung der 2. Bundesliga bestritt er 175 Zweitligaspiele für den FSV Frankfurt. Dabei schoss er 12 Tore.
Mit Kickers Offenbach wurde er 1970 DFB-Pokalsieger.
Später war er Trainer beim KSV Klein-Karben, bei dessen Nachbarn FV Bad Vilbel und bei der SG Hoechst. Bis 2008 war er außerdem sportlicher Leiter beim KSV Klein-Karben.

## Erfolge
- DFB-Pokalsieger 1970